# Tata Santiago

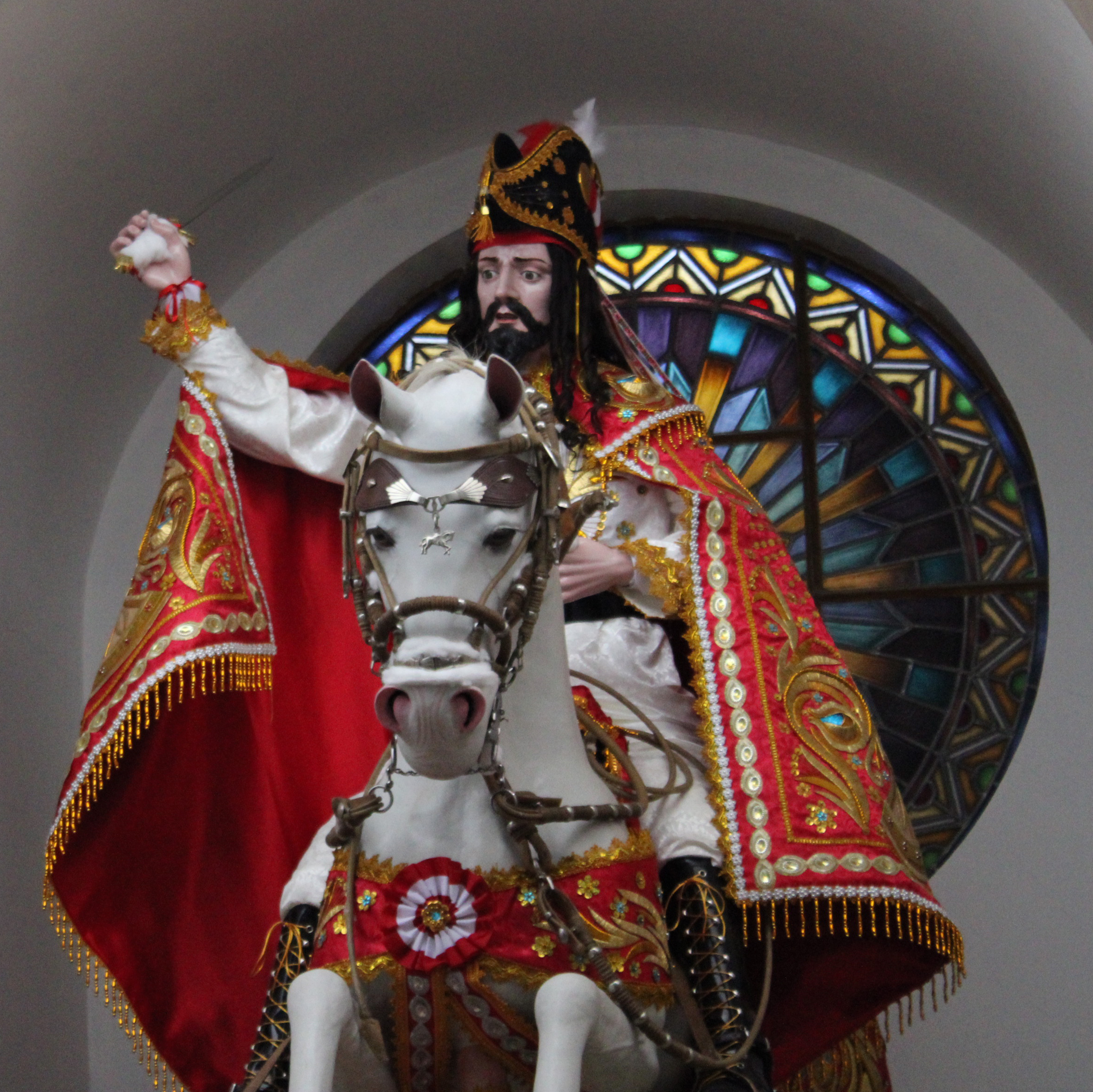
Imagen del Tata Santiago en Puno, Perú

Tata Santiago es el nombre con el que se conoce y venera al apóstol Santiago el Mayor en Bolivia, Perú y otros países. En Bolivia, el Tata Santiago es patrón de varias localidades, incluyendo los municipios de Potosí y Guaqui. Además, posee el grado de General de las Fuerzas Armadas de Bolivia.   

## Historia

### Llegada a Potosí
Se dice que una imagen de Santiago llegó a Potosí en los estandartes que Cristóbal Colón trajo consigo al Nuevo Mundo. Según Bartolomé Arzáns, este estandarte llegó a Potosí envuelto en una bandera roja que antecedió a la bandera potosina, que es blanca y roja. Desde entonces el Apóstol Santiago se convirtió en patrono de Potosí y se erigió una iglesia en su honor, aunque esta se quemó años después, por lo que el culto se trasladó a las provincias, específicamente a la localidad potosina de Bombori. 

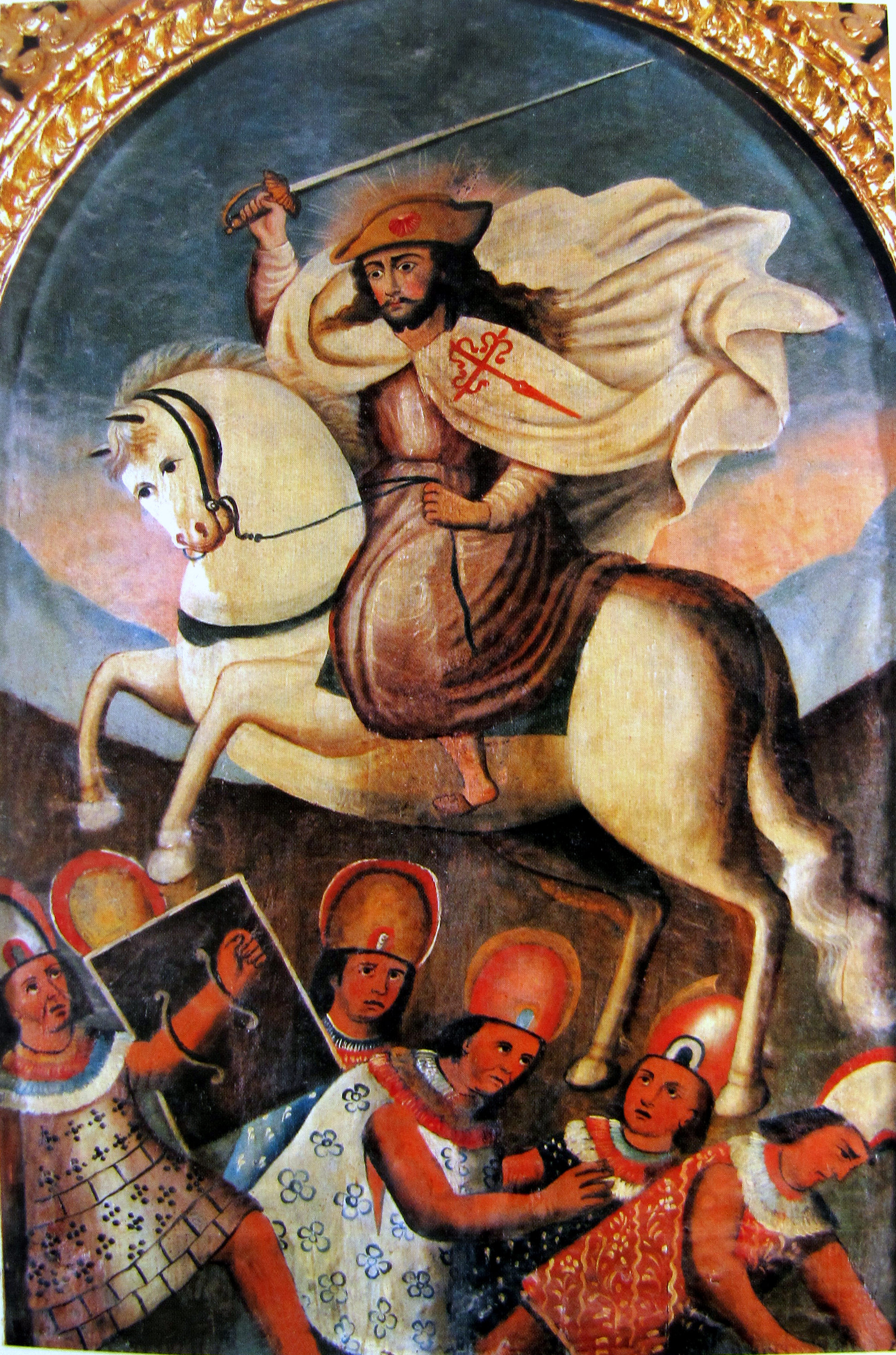
Santiago matando indios. Cuadro en la Catedral de Cuzco

### Santiago Mataindios y Santiago Mataespañoles
La Conquista española se valió de la figura de Santiago en su labor colonizadora. Se trasladó la idea de Santiago Matamoros a la de Santiago Mataindios, generando temor y fascinación entre los nuevos evangelizados, dos sentimientos que perviven actualmente en la devoción del Tata Santiago.Sin embargo, con el tiempo algunos artistas comenzaron a representar a Santiago matando españoles, como una manera de reclamar la fuerza de este santo como propia. De hecho, se dice que durante la Guerra de la Independencia en Bolivia las fuerzas independentistas pedían ayuda a Santiago para poder vencer a las fuerzas realistas en la contienda. 

### Asimilación con Illapa
En el municipio de Colquechaca, en Bombori, hay un templo dedicado al Tata Santiago, conocido allí como el Señor de Bombori. Según la historiadora Tatiana Suárez, Bombori es una derivación de la onomatopeya "pum pum", que hace referencia a los truenos. Según la tradición, Santiago ocupó el lugar del dios del trueno Illapa en el sistema de creencias de los indios conquistados. El sonido de las patas de su caballo también se asemeja al sonido de los truenos y, así como la lluvia puede bendecir fertilizando la tierra o castigar con inundaciones o granizo, también el Tata Santiago alberga esta dualidad, por lo que es venerado y temido en partes iguales. En el altiplano, quienes son considerados como brujos y adivinos en muchas oportunidades han sido "heridos" por un rayo, lo que también los acerca al culto del Tata Santiago, a quien piden favores durante sus labores mágicas.

### Personalidad dual
En palabras del alcalde de Guaqui el año 2022: "El Tata Santiago es milagroso, pero renegón, no hay que hacerse la burla de él ni con la fe”. Según la tradición, en una oportunidad, a inicios del siglo XX, la figura del apóstol fue movida dentro de la Iglesia de Guaqui, que está construida en su honor, y al tata esto no le gustó, por lo que mandó una fuerte granizada que casi destruye Guaqui. Otra persona que habla de esta dualidad el político y devoto de Santiago Amílcar Barral. Dice: “Si bien el santo es muy milagroso, es malito también. Si estás con la duda de viajar a Guagui, es mejor que no vayas. Te puede pasar algo, hay que ser muy creyente del santo".Otros relatan que el santo es celoso y que las parejas que aún no se han casado no deben entrar al templo de Guaqui de la mano, porque luego se separan.Respecto a su faceta milagrosa, se dice que el Tata Santiago concede milagros a sus fieles, sobre todo respecto a la salud y el bienestar económico.

## Iconografía
El Tata Santiago suele estar montado sobre un caballo blanco, siguiendo la representación de Santiago Matamoros. Por regla general el caballo es blanco. También es usual verlo con ropa militar, ya que es general de las Fuerzas Armadas de Bolivia.  

## Celebración
La fiesta del Tata Santiago se celebra entre el 22 y el 25 de julio en toda Bolivia. Existen varias localidades nombradas en su honor y es el patrón de varios municipios y pueblos en Bolivia.Le iglesia de Guaqui, a orillas del lago Titicaca, fue construida en su honor.  